# 米丘林斯基农村居民点 (伏尔加格勒州)
米丘林斯基农村居民点（俄语：Мичуринское сельское поселение）是俄罗斯联邦伏尔加格勒州卡梅申区所属的一个农村居民点。其下辖有6个居民点，行政中心为米丘林斯基。据2016年统计，该农村居民点的人口为5573人。